# Пьетрапаола
Пьетрапаола (итал. Pietrapaola) — коммуна в Италии, располагается в регионе Калабрия, в провинции Козенца.
Население составляет 1209 человек (2008 г.), плотность населения составляет 23 чел./км². Занимает площадь 52 км². Почтовый индекс — 87060. Телефонный код — 0983.
Покровителем населённого пункта считается святой San Domenico.

## Демография
Динамика населения:

## Администрация коммуны
- Официальный сайт: http://www.comunepietrapaola.it